# Krvavica (Baška Voda)
Krvavica falu Horvátországban Split-Dalmácia megyében. Közigazgatásilag Baška Vodához tartozik.

## Fekvése
Splittől légvonalban 48, közúton 62 km-re délkeletre, Makarskától 6 km-re északnyugatra, községközpontjától 5 km-re délkeletre, Közép-Dalmáciában, a Biokovo-hegység lábánál, az Adria-parti főút alatt a tengerparton található. A település szimbóluma a felette emelkedő Ključ kuk nevű magaslat.

## Története
A területén található régészeti lelőhelyek (Gradina, Lazine, Zakuće) és leletek (pénzérmék, sírkőlapok, szarkofágok) tanúsága szerint ezen a helyen már az ókorban is éltek emberek. A település feletti Manastirine nevű helyen egy három nőt és egy kardot tartó férfialakot ábrázoló domborműves sírkövet találtak. A mai Krvavica a 18. században keletkezett, amikor néhány halászcsalád telepedett itt meg. Első írásos említése 1792-ben történt. Lakói egykor főként a halászatból éltek. A velencei uralomnak 1797-ben vége szakadt és osztrák csapatok vonultak be Dalmáciába. 1806-ban az osztrákokat legyőző franciák uralma alá került, de Napóleon lipcsei veresége után 1813-ban újra az osztrákoké lett. 1880-ban 131, 1910-ben 214 lakosa volt. 1918-ban az új szerb-horvát-szlovén állam, majd később Jugoszlávia része lett. A település a háború után a szocialista Jugoszláviához került. A turistaforgalom 1960-as években indult meg, amikor megépült a Krvavica nevű turisztikai komplexum a kör alakú főépülettel. 1991-ig Promajna településrésze volt.1991 óta a független Horvátországhoz tartozik. Baška Voda község 1993-ban alakult meg, addig Krvavica is Makarska községhez tartozott. Az utóbbi időben számos hétvégi ház és nyaraló épült a településen. 2001-ben a településnek a szomszédos Bratuš-sal együtt 287 állandó lakosa volt, akik a turizmusból éltek és a bast-baška vodai plébániához tartoztak. A 21. század elején a településen kis kikötő is épült. A turisták kényelmét kereskedelmi és vendéglátó egységek szolgálják.

## Lakosság
| Lakosság változása | Lakosság változása | Lakosság változása | Lakosság változása | Lakosság változása | Lakosság változása | Lakosság változása | Lakosság változása | Lakosság változása | Lakosság változása | Lakosság változása | Lakosság változása | Lakosság változása | Lakosság változása | Lakosság változása | Lakosság változása |
| ------------------ | ------------------ | ------------------ | ------------------ | ------------------ | ------------------ | ------------------ | ------------------ | ------------------ | ------------------ | ------------------ | ------------------ | ------------------ | ------------------ | ------------------ | ------------------ |
| 1857               | 1869               | 1880               | 1890               | 1900               | 1910               | 1921               | 1931               | 1948               | 1953               | 1961               | 1971               | 1981               | 1991               | 2001               | 2011               |
| 0                  | 0                  | 131                | 177                | 199                | 214                | 0                  | 223                | 244                | 231                | 204                | 182                | 178                | 175                | 287                | 314                |

(1857-ben, 1869-ben és 1921-ben lakosságát Baška Vodához számították.)

## Nevezetességei
A krvavicai gyermeküdülő - gyógyfürdő 1963-1964-ben épült katonák gyermekeinek kezelésére és rehabilitációjára egy sűrű fenyves közepén, a tengerparton. Tervezője Rikard Marasović volt. A komplexum felső része egy oszlopokon nyugvó, a térben szinte lebegő kör alakú építmény. A földszinten egy L alakú, multifunkcionális tér került kialakításra a gyermekek pihenése és játszótere céljára, míg a gyógyfürdőtől funkcionálisan elkülönített és részben a talajba süllyesztett gazdasági és szolgáltató blokk található.

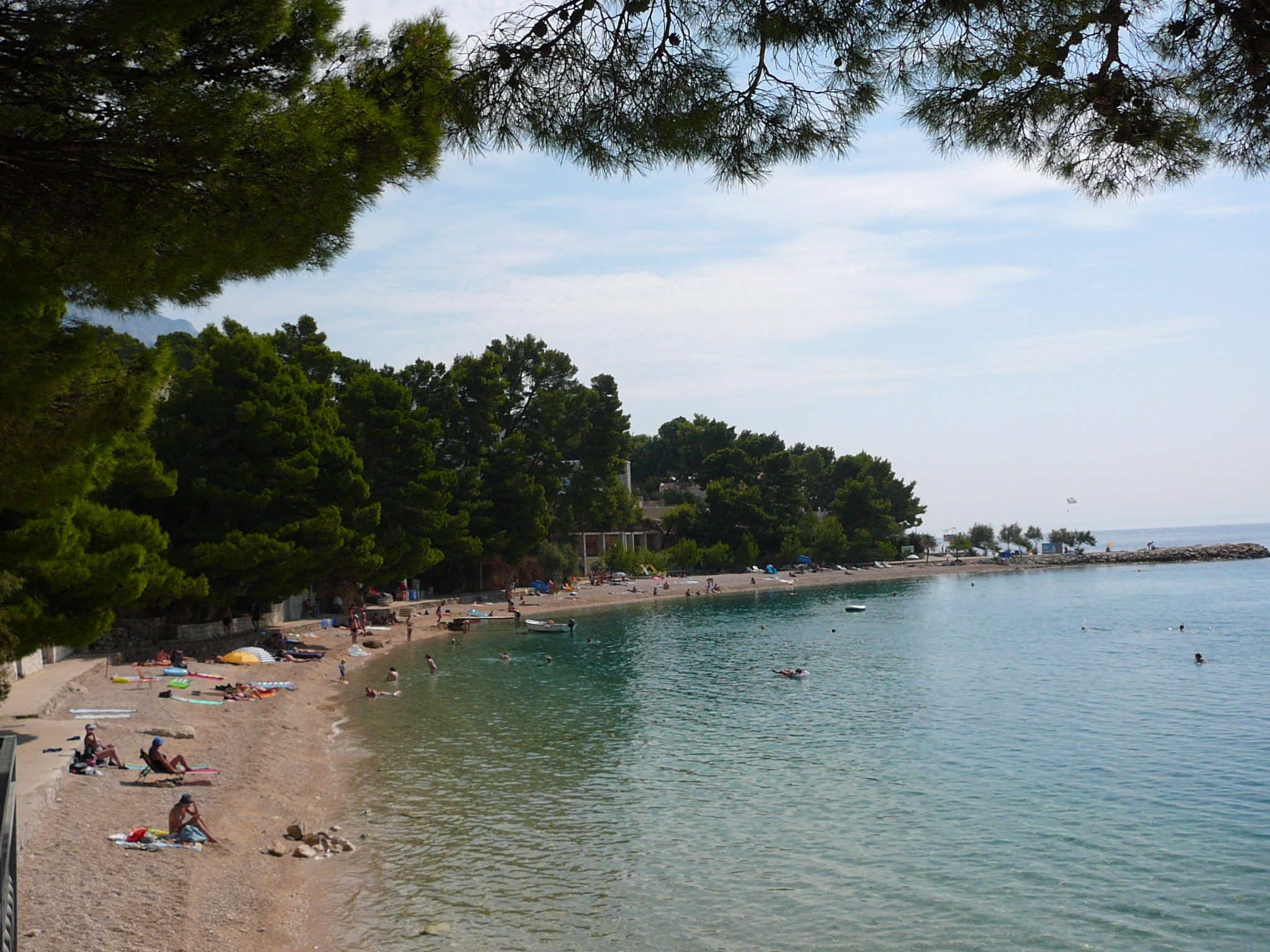
Krvavica strandja